# Ferrovia Bratislava-Břeclav
La ferrovia Bratislava-Kúty-Břeclav (o Linea 110, secondo la numerazione slovacca) è una linea ferroviaria internazionale che collega la capitale slovacca Bratislava con la città ceca di Břeclav, per poi proseguire verso Brno e Ostrava tramite la rete ferroviaria della Repubblica Ceca. La linea è parte del corridoio paneuropeo IV che collega Dresda, in Germania, a Istanbul, in Turchia.

## Storia
Se la linea che collega Bratislava al confine austriaco (allora Vienna) fu aperta ai viaggiatori nel 1848, solo nel 1889 iniziarono i lavori sulla linea che collega quest'ultimo a Břeclav. Tre anni dopo, una volta terminata la costruzione, fu collegata anche alla linea diretta che collegava Vienna a Břeclav, inaugurata nel 1839.
La linea fu parzialmente aperta al traffico il 27 ottobre 1891, ma raggiunse Břeclav solo nel 1900, quando fu completato il ponte sulla Morava. La linea originariamente aveva un solo binario, che venne completamente raddoppiato dopo la prima guerra mondiale. Successivamente venne elettrificato e divenne operativo a trazione elettrica a partire dal 7 novembre 1967.

## Percorso
La ferrovia è interamente elettrificata e a doppio binario.
|  | Unknown route-map component "ABZg+r" |

|  | Unknown route-map component "ACC" |

|  | Enter and exit tunnel |

|  | Unknown route-map component "hSTRae" |

|  | Stop on track |

|  | Stop on track |

|  | Station on track |

| 41,530 |
| 0,000  |

|  | Unknown route-map component "ABZgl" |

|  | Unknown route-map component "eABZg+l" |

|  | Stop on track |

|  | Unknown route-map component "eABZgr" |

|  | Unknown route-map component "ABZg+r" |

|  | Station on track |

|  | Unknown route-map component "ABZgl" |

|  | Unknown route-map component "HSTACC" |

|  | Station on track |

|  | Unknown route-map component "hKRZWae" |

|  | Station on track |

|  | Stop on track |

|  | Stop on track |

|  | Station on track |

|  | Unknown route-map component "hKRZWae" |

|  | Unknown route-map component "ABZg+r" |

|  | Station on track |

| 50,898 |
| 67,463 |

|  | Unknown route-map component "ABZgr" |

|  | Stop on track |

|  | Unknown route-map component "TZOLLWo" |

| 74,386 |
| 11,475 |

|  | Unknown route-map component "hKRZWae" |

|  | Unknown route-map component "ACC" |

|  | Unknown route-map component "hKRZWae" |

| Unknown route-map component "STR+l" | Unknown route-map component "xABZgr" |  |

| Straight track | Unknown route-map component "xABZg+l" |  |

| Unknown route-map component "ACC" | Station on track |  |

| Unknown route-map component "hKRZWae" | Unknown route-map component "hKRZWae" |  |

| One way leftward | Unknown route-map component "ABZgr" |  |

|  | Unknown route-map component "ABZgl" |

|  | Straight track |